# Vicente Castelló y González del Campo
Vicente Castelló y González del Campo (1815-1872) fue un grabador español.

## Biografía
Nacido en Valencia el 5 de marzo de 1815, fue hijo del pintor Vicente Castelló y Amat y hermano del también pintor, en este caso de género histórico, Antonio Castelló. Fue discípulo en sus primeros años de las clases de la Real Academia de San Carlos y de su padre. Trasladado a Madrid en 1834, fue discípulo de la Academia de San Fernando, con maestros como Vicente López para el dibujo y de Manuel Esquivel para el grabado en cobre y acero. En dicho año fue pensionado por el comisario de cruzada Mariano Liñán y a la muerte de este por el duque de Osuna.  En 1836, forma en su casa una escuela, en la que se formaron numerosos grabadores en madera. En 1847 marchó a París a estudiar los adelantos del grabado en madera bajo la dirección de Porret. Al año siguiente regresó a España y fue nombrado director facultativo de la Real Calcografía; establecimiento en el cual planteó la estampación al cromo, con colores y oro, siendo las primeras obras en donde la usó Monumentos arquitectónicos de España, los planos y mapas de la Memoria geológico-minera del reino de Murcia del ingeniero Botella, y la Historia de la villa y corte de Madrid de Amador de los Ríos.
Perteneció al Liceo Artístico y Literario de Madrid y participó en varias exposiciones de la Real Academia de San Fernando. Fue académico de mérito desde 1849 por el grabado de relieve y supernumerario por el dulce de la Academia de San Carlos de Valencia, miembro de la Sociedad Económica Matritense y del Ateneo de Madrid, así como socio corresponsal de la Sociedad Económica Valenciana de Amigos del País.
Numerosos grabados suyos aparecieron en publicaciones periódicas como El Panorama, Semanario Pintoresco Español, La Ilustración, El Museo de las Familias, Álbum Pintoresco Nacional, La Risa y El Siglo Pintoresco —esta última de la que sería director, editor y grabador—; así como en las obras Galería régia, Obras de Fray Gerundio, Obras de Quevedo (edición grande de cinco tomos y pequeña de cuatro de la que fue también editor y director), el poema Delirium de José Heriberto García de Quevedo; La vida de Lazarillo de Tormes, Los misterios de París, Gil Blas de Santillana y otras muchas de la Semana Pintoresca.
Habría fallecido en 1872.